# Svenska Saintpauliasällskapet

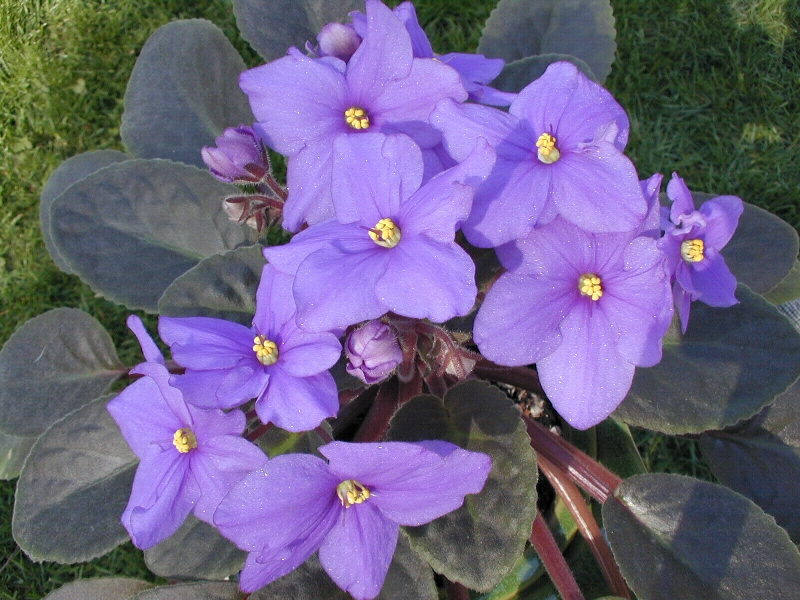
Saintpaulia-hybrid.

Svenska Saintpauliasällskapet är en svensk ideell förening med cirka 700 medlemmar (2004) bildad 1985. Föreningens syfte är "... att verka för fler, bättre och vackrare plantor av familjen Gesneriaceae, särskilt av släktet Saintpaulia och dess hybrider." Som ideell förening är medlemskap öppet för alla som är intresserade av föreningens verksamhetsområde. Saintpauliasällskapet ger ut en tidskrift, Saintpauliavännen som utkommer med fyra nummer per år. Verksamheten omfattar medlemsträffar och utställningar runt om i Sverige och i samband med föreningens årsmöte brukar en större utställning äga rum. Svenska Saintpauliasällskapet verkar också för bevarandet av vilda saintpauliaarter i dess habitat i Tanzania och Kenya.
Det första sällskapet för Saintpauliavänner bildades i USA 1946, (the) African Violet Society of America, och liknande sällskap finns i ett flertal länder.